# Imker

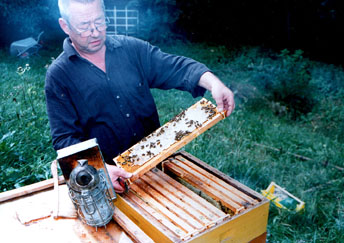
Imker mit Smoker (Rauchapparat) überprüft Honigwaben eines Bienenvolkes

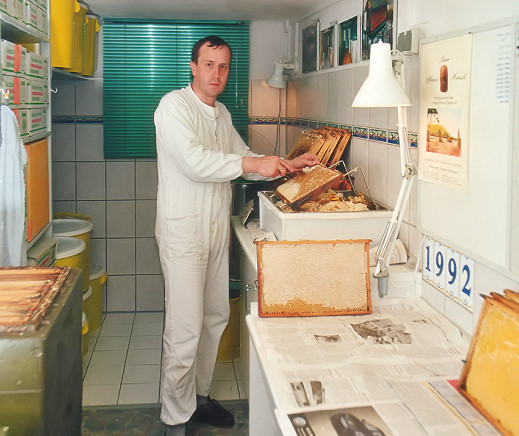
Imker beim Entdeckeln von Waben zur Honigschleuderung

Der Imker, auch Bienenzüchter, Bienenhalter oder Bienenwirt (Österreich) genannt, beschäftigt sich mit der Haltung, Vermehrung und Züchtung von Honigbienen sowie mit der Produktion von Honig und weiteren Bienenprodukten wie z. B. Wachs, Propolis, Gelee Royal und Blütenpollen. Wirtschaftlich relevanter ist heute die Bestäubungsleistung der Honigbienen in der Landwirtschaft als Nebenprodukt der Imkerei. Imker ist eine Wortzusammensetzung aus dem niederdeutschen Begriff Imme für „Biene“ und dem mittelniederdeutschen Wort kar für „Korb, Gefäß“. Imker sind Teil der Landwirtschaft und unterliegen dem Bienenrecht. Sie brauchen meist keine spezielle Ausbildung. In den deutschsprachigen Ländern absolvieren die meisten Neu-Imker einen Grundkurs. Es gibt Weiterbildungen, wie die zum Imker mit Eidgenössischem Fachausweis in der Schweiz und Berufslehren wie die zum Tierwirt, Fachrichtung Imkerei, in Deutschland. Ein Zeidler ist ein Imker mit wilden oder halbwilden Honigbienenvölkern, meist im Wald.

## Tätigkeit
Der Imker hält seine Bienenvölker in künstlichen Nisthöhlen, den Bienenstöcken, in denen Brutnest und Honigvorräte vor Witterungseinflüssen und den Räubereien anderer Tiere geschützt sind. Im Wesentlichen besteht seine Tätigkeit in der Kontrolle von Brut, Futter, Sicherheit und Gesundheit der Bienenvölker, meist auch dem Unterdrücken des Schwarmverhaltens und der Ernte sowie Weiterverarbeitung der Bienenprodukte.
Für die weltweite Imkerei hat die Westliche Honigbiene mit ihren Unterarten die größte Bedeutung. In vielen asiatischen Ländern wird aber auch die dort ursprünglich vorkommende Östliche Honigbiene in einfachen Klotzbeuten oder Höhlungen von Mauern gehalten.
Im Altertum imitierten die Imker die natürlichen Baumhöhlen der Honigbienen mit Tonröhren, Klotzbeuten aus Holz, geflochtenen Strohkörben und Bienenstöcken aus anderen Materialien. Nachteil dieser Behausungen war, dass bei der Honigernte ein Teil des Wabenwerkes der Bienen herausgeschnitten und damit zerstört wird. Mitte des 19. Jahrhunderts wurde dieser Stabilbau durch den sogenannten mobilen Wabenbau in Magazin-Beuten ersetzt. Dadurch kann der Imker einerseits ertragreiche Trachten anwandern, andererseits kann er den Honig sowie Pollen und Propolis schonend ernten, ohne in die natürlichen Abläufe eines Bienenvolkes einzugreifen. Die mobilen Wabenrähmchen ermöglichen es zudem, Bienenvölker künstlich zu vermehren (Ablegerbildung) sowie stärkere und schwächere Völker zugunsten einer optimalen Ernte aneinander anzugleichen.

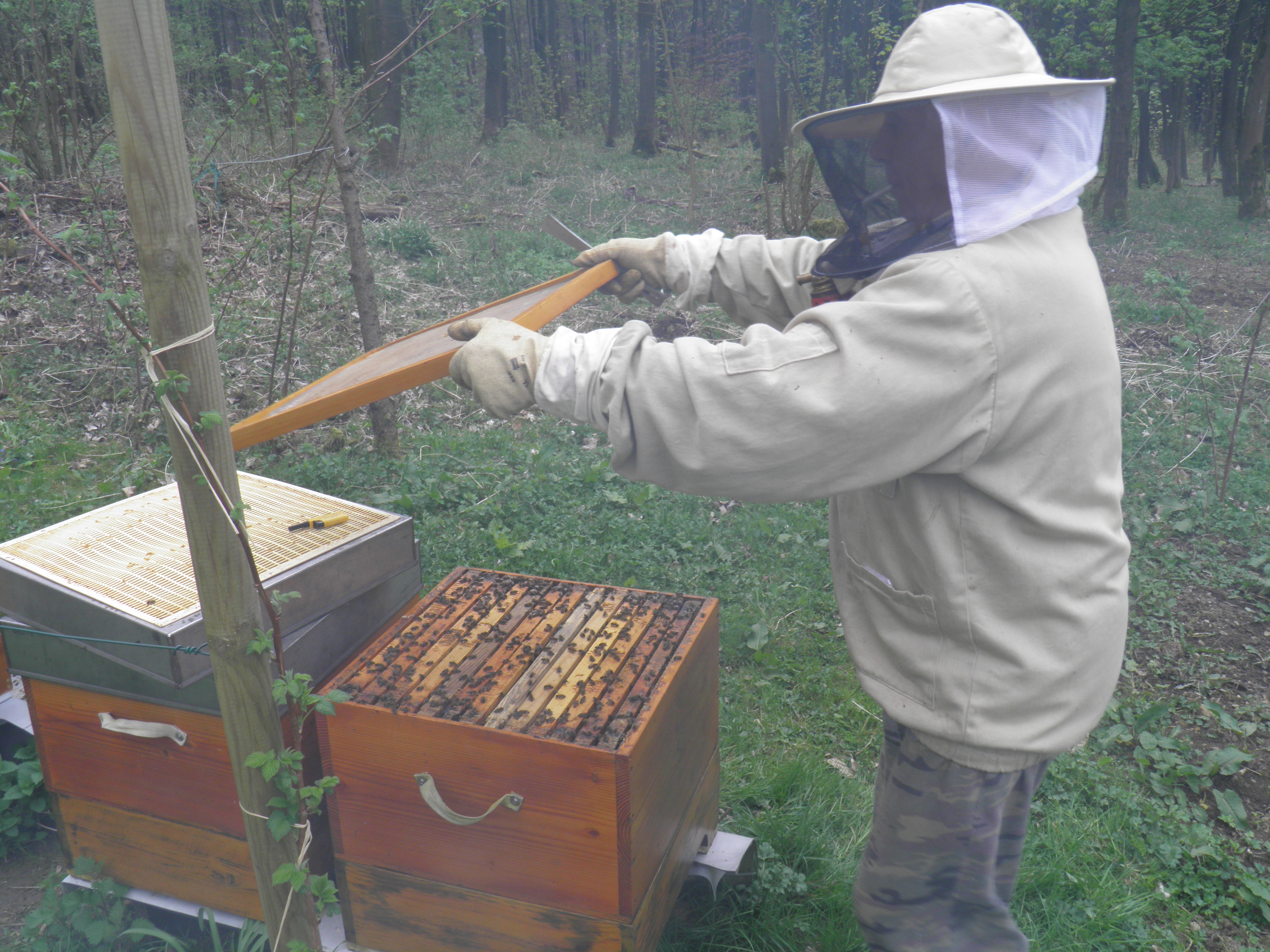
Imker untersucht mit intensivem Einsatz eines Smokers eine Magazinbeute

Der Imker produziert mit dem Honig ein Lebensmittel und ist damit in den deutschsprachigen Ländern der strengen Lebensmittelgesetzgebung unterstellt. Weitere Produkte sind Pollen und Propolis, die in therapeutischen Produkten Verwendung finden und ebenfalls der strengen Lebensmittelgesetzgebung unterstehen. Die Produktion von Bienenwachs unter anderem für Kerzen hat gegenüber früheren Jahrhunderten an Bedeutung verloren.
Honigbienen sind die wichtigsten Bestäuber von Blütenpflanzen. Neben der ökologischen Bedeutung der Honigbienen als Bestäuber von Wild- und Kulturpflanzen hat die Imkerei einen großen ökonomischen Nutzen für die Landwirtschaft, wo sie den Ertrag und die Qualität von Obst und Gemüse erhöht. Der jährliche volkswirtschaftliche Nutzwert der Honigbiene wird in Deutschland auf vier Milliarden Euro, in der Schweiz auf 330 Millionen Franken geschätzt, wobei rund drei Viertel auf die Bestäubungsleistung von Obst und Beeren, und ein Viertel auf die Honigbienenprodukte entfallen.
Wegen ihrer Bestäubungsleistung ist die Honigbiene nach Rind und Schwein weltweit das drittwichtigste Nutztier in der Landwirtschaft. Für die Bestäubungsleistung erhält der Imker heute in den meisten Regionen der deutschsprachigen Länder (im Gegensatz zum Beispiel zu den USA) noch keinen Gegenwert.

## Bienenzucht

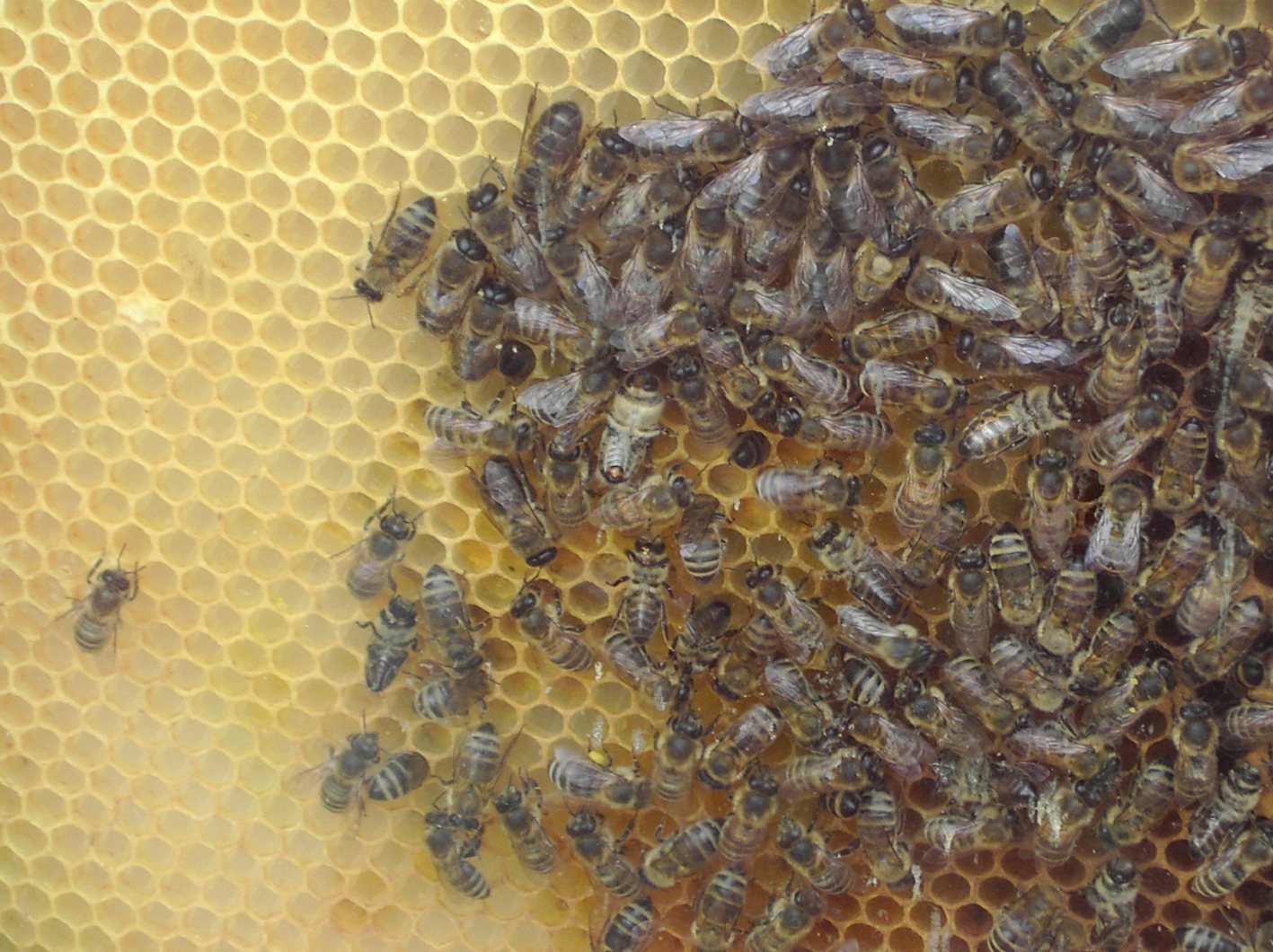
Bienen bei der Arbeit im Bienenstock

Synonym wird auch der Begriff Bienenzüchter anstatt Imker verwendet. Im strengeren Wortsinn züchten aber nur die wenigsten Imker tatsächlich ihre Bienen. Dies liegt nicht zuletzt daran, dass die natürliche Begattung von jungen Königinnen unkontrollierbar in der Luft stattfindet (siehe auch → Hochzeitsflug). Dabei sind mehrere Drohnen aus einem Einzugsgebiet von etwa hundert Quadratkilometern beteiligt. Was die Imker aber durchführen, ist eine gezielte Königinnenvermehrung, wobei sie ihr Ausgangsmaterial immer wieder, nach einigen wenigen Generationen, von Mutterstationen oder Züchtern beziehen. Zur Verbesserung des genetischen Materials gibt es Belegstellen.
Eine weitere Methode zur gezielten Auslese ist die künstliche instrumentale Besamung von Bienenköniginnen (unter dem Mikroskop). Eine Erleichterung bei der instrumentellen Besamung könnte dadurch erreicht werden, dass in Zukunft Bienensperma konserviert werden kann. Es wären dann nicht mehr lebende Drohnen für diesen Vorgang notwendig und Hemmnisse in Bezug auf strenge Seuchenhygiene-Bestimmungen würden entfallen. Das brandenburgische Länderinstitut für Bienenkunde in Hohen Neuendorf (Landkreis Oberhavel) erhielt im April 2009 einen Zuwendungsbescheid des Bundeslandwirtschaftsministeriums in Höhe von 400.000 Euro zur Entwicklung einer Konservierungsmethode.

## Geschichte der Bienenwirtschaft

Honigjäger auf etwa 8000 Jahre alter Höhlenmalerei aus den Cuevas de la Araña bei Valencia (Spanien)

Honigbienen sind auch heute noch Wildtiere, die einer Betreuung durch den Menschen eigentlich nicht bedürfen. Ursprünglich bevorzugten sie zum Errichten ihres Wabenbaus Hohlräume in Bäumen. Seit Jahrtausenden werden Bienen wegen ihrer Produkte wie Wachs und Honig vom Menschen genutzt. Älteste Nachweise der „Jagd“ nach Bienenprodukten bezeugen 12.000 Jahre alte Felsmalereien aus den Cuevas de la Araña in Spanien, dazu wurden die Behausungen der Bienen aufgespürt und ausgebeutet. Mit der Entstehung der großen Kulturen in Ägypten und Mesopotamien entwickelte sich um 2400 vor Christus eine organisierte Bienenhaltung. Die Nutzung eigens für Bienen hergestellter Behausungen in Form von Beuten und Stülpern vollzog sich regional sehr unterschiedlich. Zwar sind aus der griechischen und römischen Zeit Keramikgefäße, die als Bienenstöcke dienten, bekannt, doch wurde 2007 die bereits 3000 Jahre alte Imkerei von Tel Rechov in Israel entdeckt. Aus dem Alten Ägypten gibt es Bildbeschreibungen der Honigentnahme, die den Funden ähneln. Schon in antiker Zeit wurde die medizinische Bedeutung der Bienenprodukte erkannt. Griechische und römische Autoren beschrieben die hoch entwickelte Bienenhaltung ihrer Zeit.
Aus dem Gebiet des heutigen Deutschlands weisen archäologische Ausgrabungen Zeugnisse der Bienenhaltung erstmals in der Zeit um 500 vor Christus nach. Es sind zahlreiche bienengesetzliche Regelungen bereits aus dem frühen Mittelalter überliefert. In Amerika gab es zwar keine Honigbienen. Stachellose Bienen wie Melipona beecheii und Melipona yucatanica wurden von den Maya in präkolumbianischer Zeit intensiv für die Honigproduktion eingesetzt. Die europäische Kolonisation verbreitete die Westliche Honigbiene in die ganze Welt.
Kontinentaleuropäisch entwickelte sich die Imkerei in zwei Bereiche: In die Waldimkerei (Zeidlerei) und die Korbimkerei. Im 14. Jahrhundert gründeten sich in Deutschland die ersten Imkerzünfte. Das Berufsimkertum ging im 16. Jahrhundert von der Lüneburger Heide aus. Der Beginn der modernen Imkerei, sowie die völlige Aufgabe der Waldimkerei, kann mit der Wende zum 19. Jahrhundert ausgemacht werden. Seither wurden die Ergebnisse zahlreicher wissenschaftlicher Entdeckungen und Erkenntnisse in der Imkerei umgesetzt.

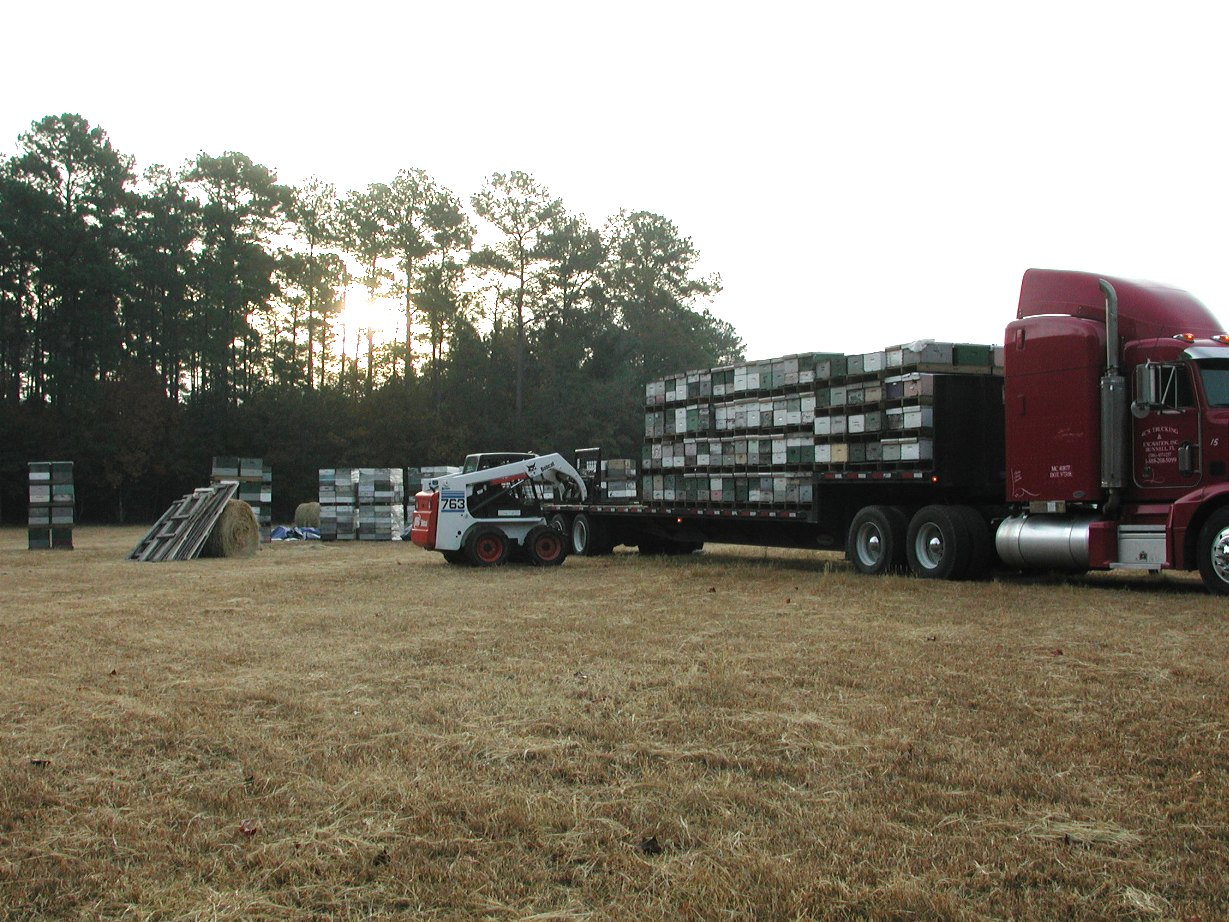
Wanderung mit Bienenvölkern in großem Maßstab in den USA mit einem LKW-Auflieger

Mit der Verbreitung der industriellen Landwirtschaft seit dem 20. Jahrhundert hielt auch in der Imkerei in einigen Gegenden die Massentierhaltung und Intensive Tierhaltung Einzug, so z. B. bei Großimker Leopold Gombocz (1875–1943) oder heute bei einigen Wanderimkern in den USA oder den dortigen riesigen Mandelbaumplantagen.

## Das historische Bild des Imkers

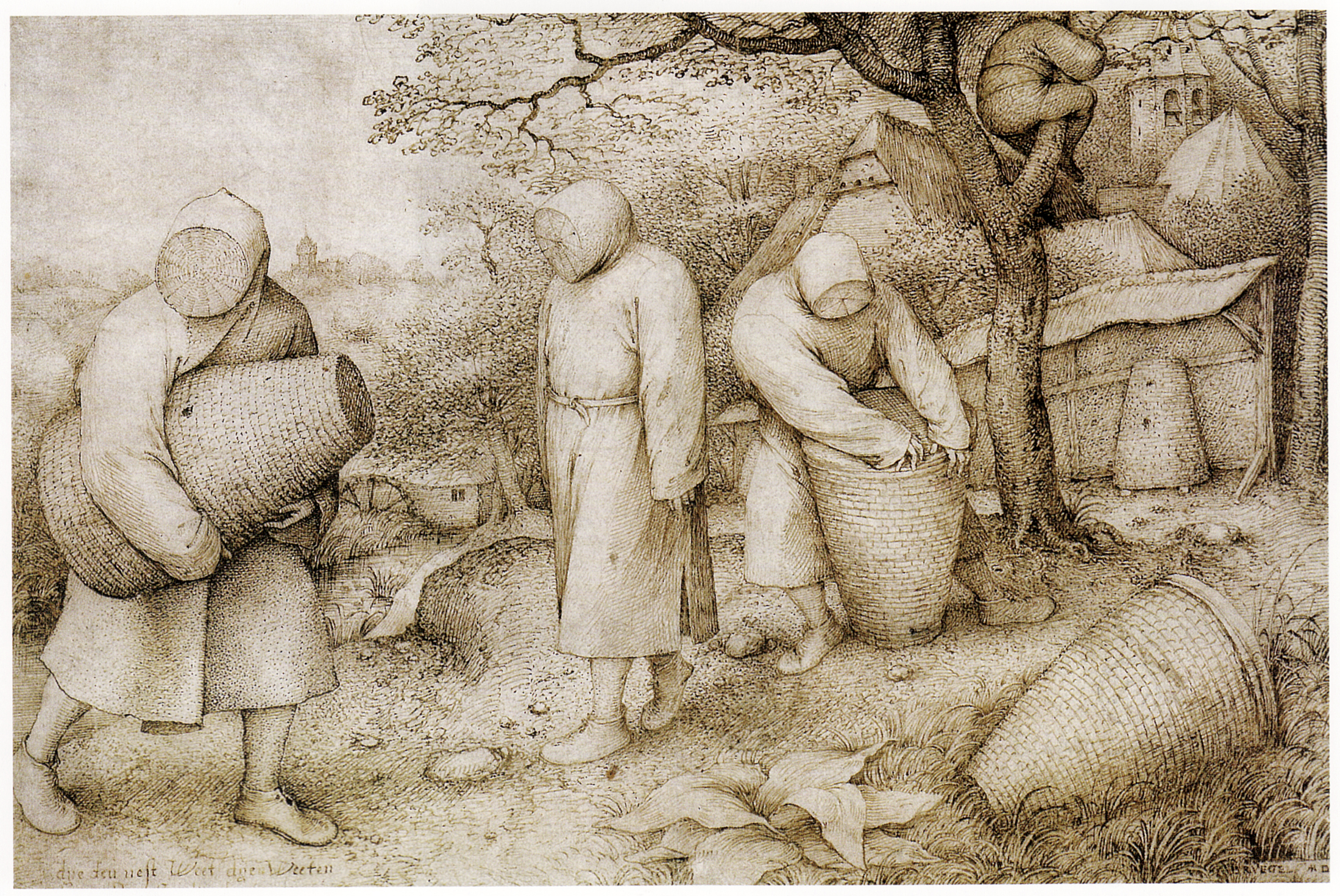
Die Bienenzüchter, Federzeichnung von Pieter Bruegel dem Älteren (um 1568)

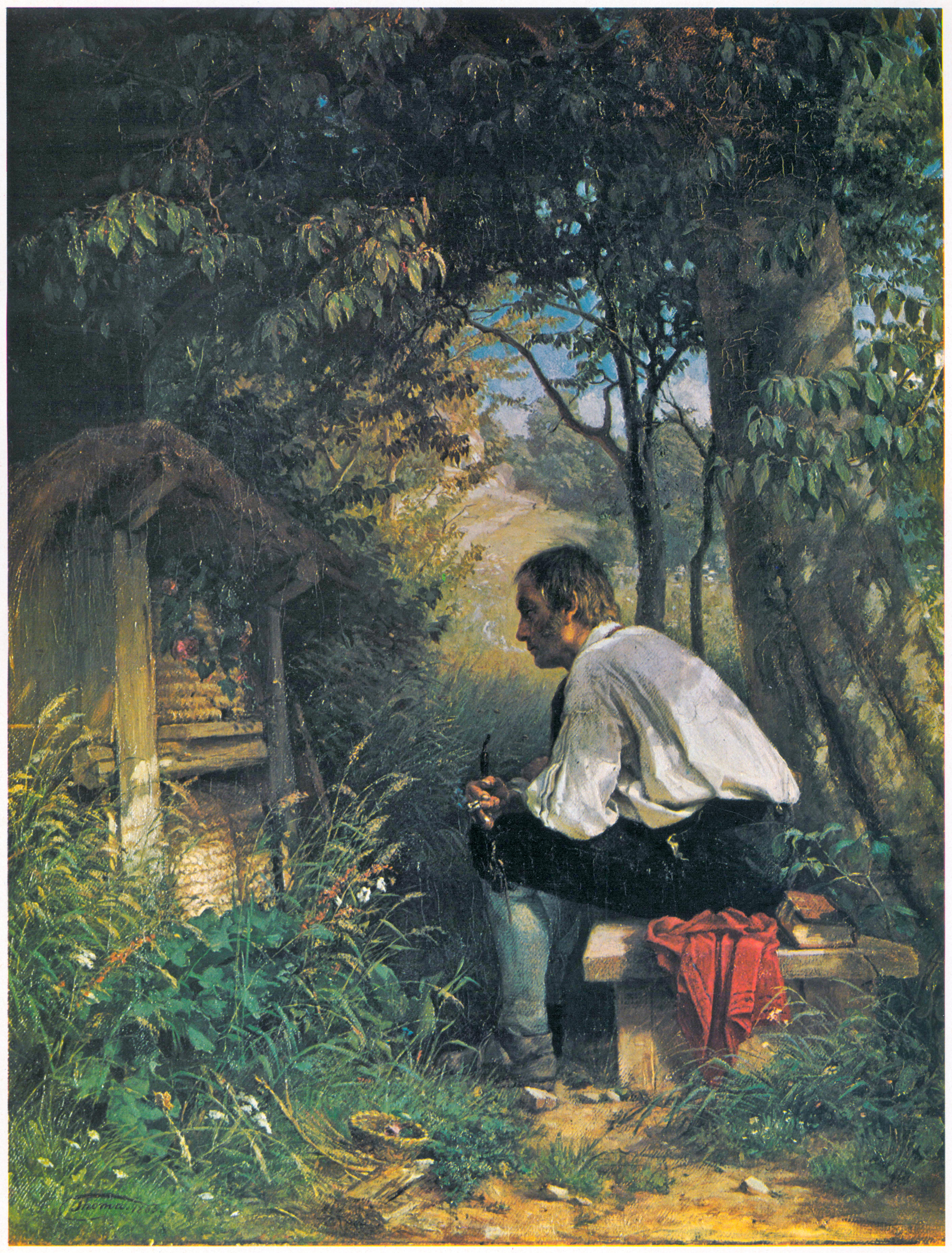
Der Bienenfreund (1863) von Hans Thoma

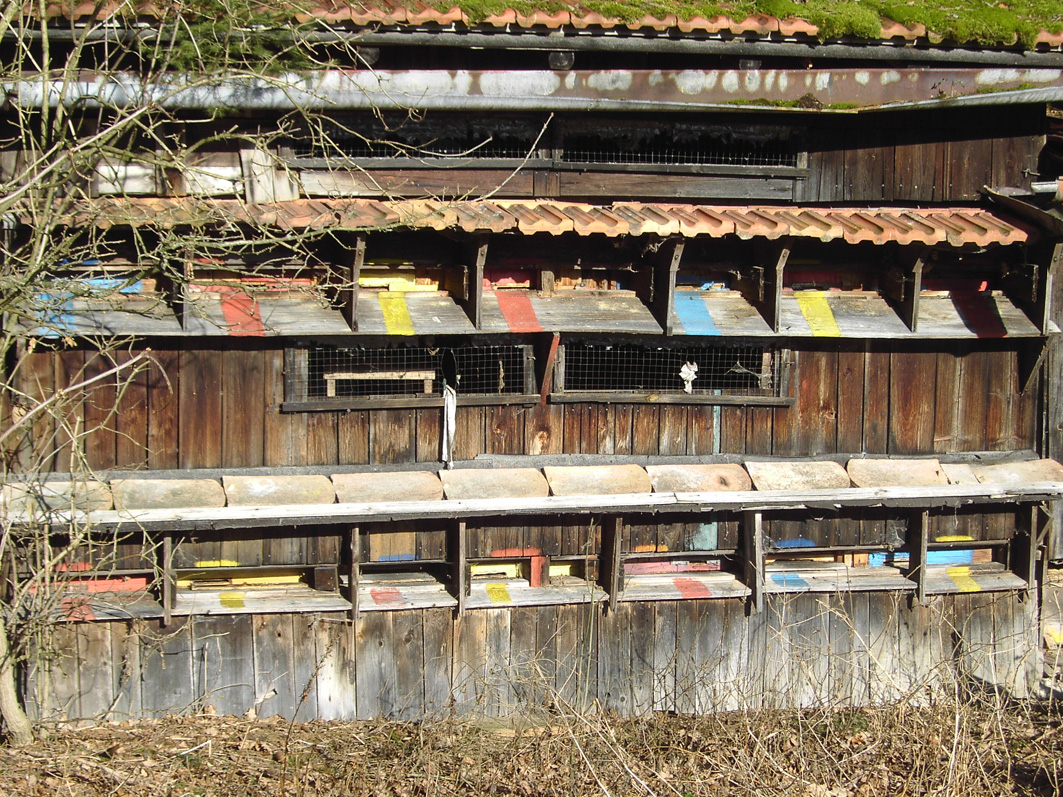
Bienenhäuser aus Holz waren früher weiter verbreitet, die verschiedenfarbigen Anflugbretter sollen den Bienen die Orientierung erleichtern

Der Imker galt früher als ausgemachter Fachmann, auf dessen Wissen und Fähigkeiten man nicht verzichten konnte. Anders als in anderen handwerklichen Berufen konnte die Arbeit nicht kurzzeitig an Leiharbeiter oder Erntehelfer übergeben werden, da man die Eigenheiten der Völker kennen musste und ihr Verlust nur schwer und aufwändig ersetzbar war. Ein erfahrener Imker sah sofort, in welchem Zustand sich seine Bienenvölker befanden, konnte dieses umfangreiche Wissen aber schlecht in kurzer Zeit vermitteln. Deshalb galten Imker als Einzelgänger, deren eigentliche Arbeitstätigkeit nie so recht bekannt wurde. Das auch, weil summende Bienen unerfahrene Zuschauer auf Abstand halten. Da ein gestochener Imker keinen Schmerz zeigt, sondern ruhig weiter arbeitet, galt er zudem als abgehärtet oder unerschrocken. Da die Tätigkeit auch im hohen Alter noch ausgeführt werden kann, wurde die Imkerei oftmals den Alten übertragen. Imker wurden mit Alter, Weisheit und Erfahrung, aber auch mit Verschrobenheit assoziiert.
Dieses Bild ist mit der industriellen Zuckerherstellung zu Anfang des 19. Jahrhunderts, dem späteren Honigimport und der somit sinkenden Bedeutung des Imkerberufs im ländlichen Bereich in den Hintergrund getreten. Heute gilt der Imker eher als selbstbestimmter Landwirt, der in der Natur tätig ist und sich seine Arbeitszeit frei einteilen kann.

## Werkzeuge und Geräte

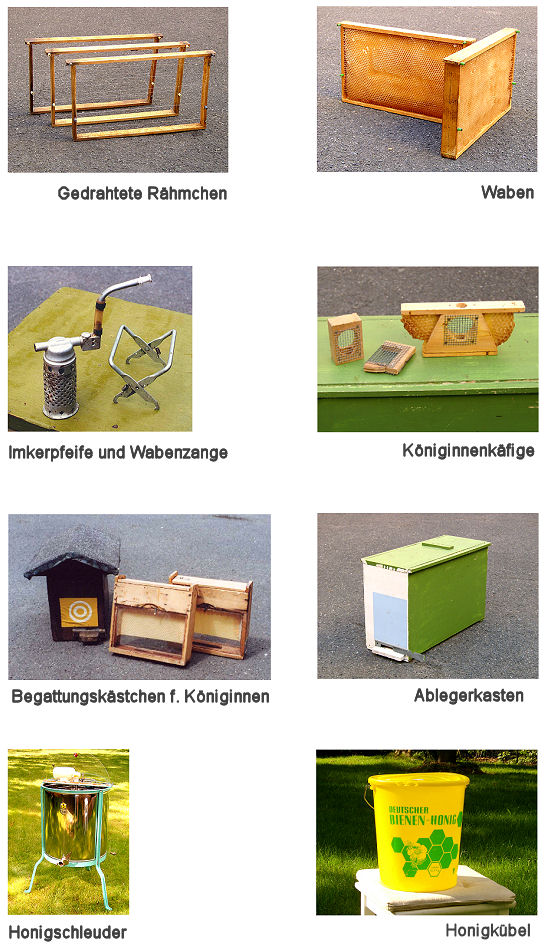
Verschiedene heutige Imkerwerkzeuge und -geräte

Imkereigeräte sind Maschinen, Werkzeuge und Geräte des Imkers zur Arbeit an Bienenvölkern und zur Gewinnung von Bienenprodukten, die sich verschiedenen Arbeitsbereichen zuordnen lassen:
- die Arbeit am Bienenvolk
- das Wandern in verschiedene Trachten
- die Honig-Gewinnung und -Verarbeitung
- die Pollen- und Propolis-Gewinnung und -Verarbeitung
- die Königinnenzucht

## Imkereiprodukte
- Honig ist heute das Hauptprodukt der meisten Imkereien. Immer weniger Imker können sich heute allein durch den Verkauf von Honig finanzieren. Daher werden vermehrt weitere Bienenprodukte angeboten. Im Zuge der zunehmenden Sensibilisierung für ökologische Zusammenhänge in der Natur sehen sich heute viele Imker auch als Naturschützer. Strittig ist, inwiefern sie zur Verdrängung wilder Bienen beitragen.[4] Mit ihren Bienenvölkern sorgen sie auch für die Bestäubung vieler Wildpflanzen.
- Bienenwachs findet nicht nur für Kerzen Verwendung, sondern wird auch in Pflegemitteln und Kosmetika verarbeitet. Auch die pharmazeutische Industrie benötigt noch immer Bienenwachs als Grundstoff. In der Lebensmittelherstellung wird Bienenwachs beispielsweise als Überzugsmittel E901 verwendet.
- Pollen wird als hochwertiges Eiweißprodukt zur Nahrungsergänzung verwendet. Weitere Inhaltsstoffe sind Enzyme, Aminosäuren und ein hoher Gehalt an Vitamin B. Insgesamt wird von etwa 100 biologischen Aktivstoffen ausgegangen. Reiner Pollen schmeckt relativ streng (herb), deshalb wird er gerne im gefrorenen Zustand zermahlen und dann mit Honig vermischt angeboten. Er sollte aufgrund der Inhaltsstoffe relativ frisch verzehrt werden, möglichst innerhalb eines halben Jahres.
- Gelée royale ist der spezielle Futtersaft, mit dem ausschließlich Königinnen gefüttert werden. Er wird von den Arbeitsbienen produziert und bewirkt, dass eine Königin deutlich größer wird und eine vielfach längere Lebenszeit gegenüber den Arbeiterinnen hat, die nicht diesen Futtersaft verabreicht bekommen. Die Wirkung auf den Menschen ist bisher umstritten. Dies liegt auch daran, dass noch nicht alle Substanzen dieses Saftes vollständig entschlüsselt sind. Gelée royale wird nachgesagt, verjüngend auf den menschlichen Körper zu wirken.
- Propolis (auch Kittharz genannt), gilt als eines der stärksten natürlich vorkommenden Antibiotika und Antimykotika. Es wurde und wird auch heute noch in der Naturheilkunde als Wundmittel eingesetzt. Die Zusammensetzung kann jedoch sehr stark streuen, so dass wohl nie mit einer arzneimittelrechtlichen Zulassung zu rechnen ist. Ein weiterer Nachteil von Propolis kann darin bestehen, dass ein gewisser Prozentsatz von Menschen dagegen allergisch ist, weshalb vor Selbstmedikation (ohne vorherigen Test) gewarnt wird.
- Bienengift wird unter anderem zur Behandlung von entzündlichen Gelenkerkrankungen eingesetzt.[5] Es hat eine stark durchblutungsfördernde Wirkung. Bei Überdosierung meint der Patient, tatsächlich gestochen worden zu sein. Die Behandlungsstelle wird rot und heiß und schwillt wie bei einem Stich an. Linderung bringt einzig permanente Kühlung. Durch das Gift wird vom Körper aus den Nebennierenrinden Cortisol ausgeschüttet. Entzündungshemmung ist so für viele rheumatische Beschwerden erreichbar.

## Stadtimkerei

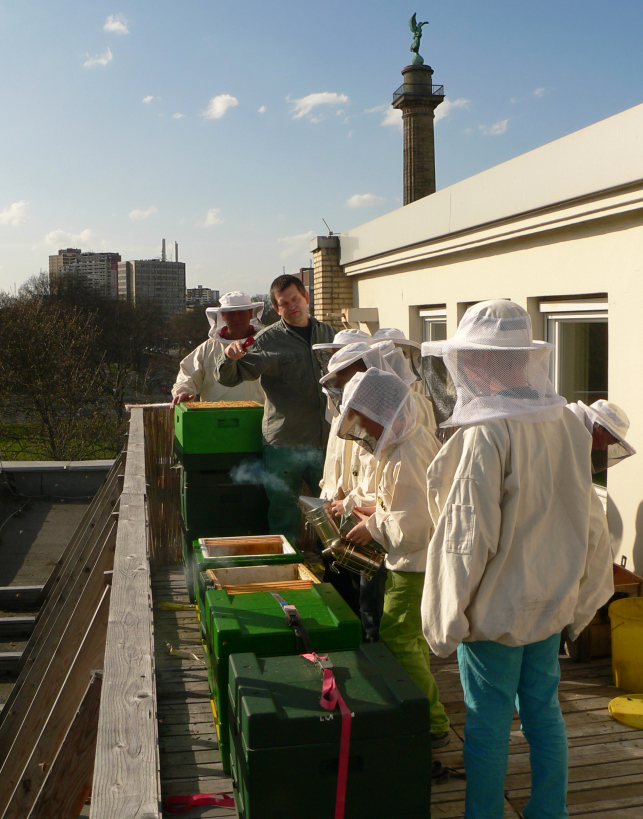
Detailaufnahme des Bienenstands auf der Dachterrasse

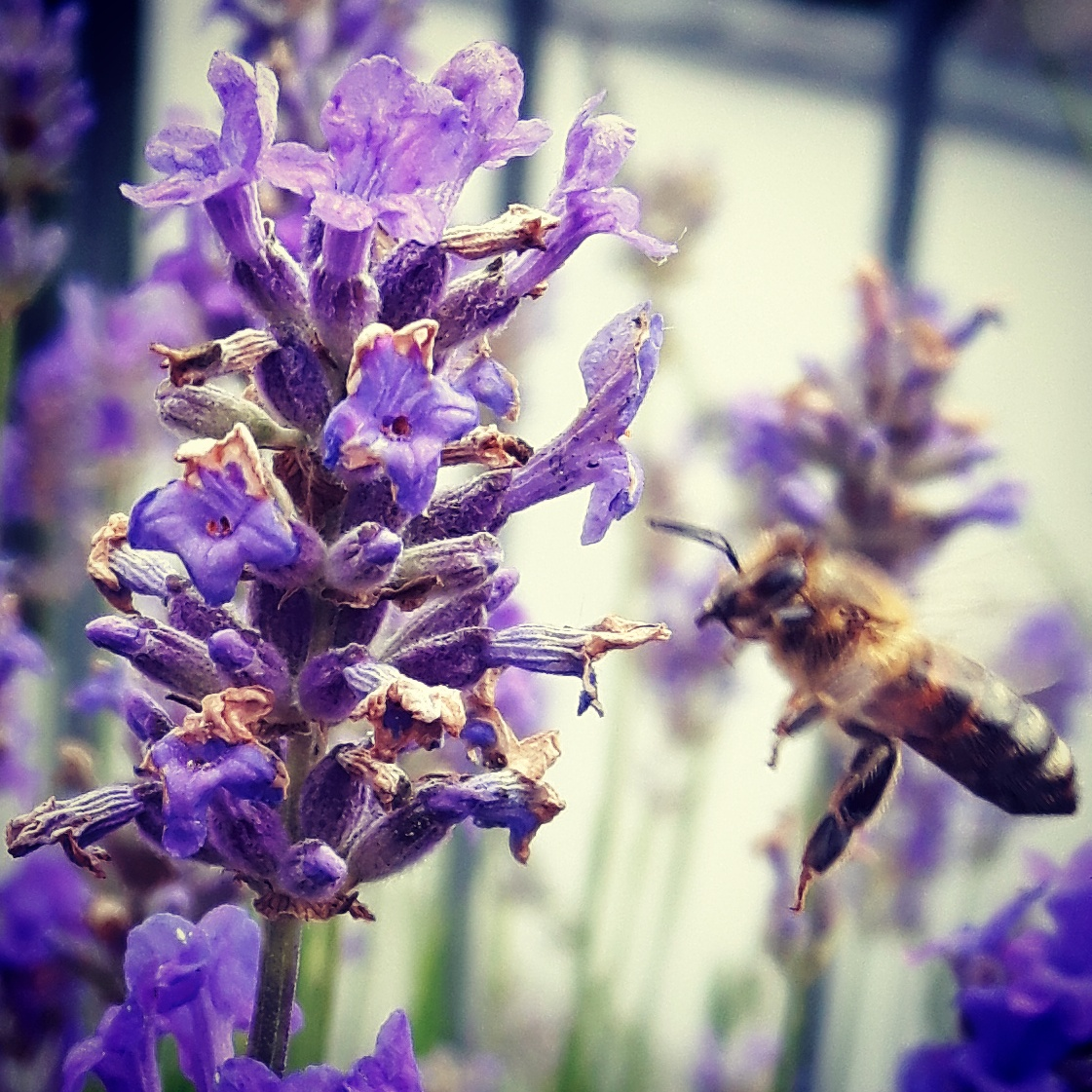
Balkon- und Gartenpflanzen bieten Bienen eine Tracht für die ganze Saison

Eine Sonderform zur klassischen Imkerei im ländlichen Raum stellt die Stadtimkerei dar. Als Zentren der urban beekeeping (urbanen Imkerei) gelten Berlin, London, New York, Paris, Tokio, Toronto, Vancouver und Washington, D.C. Neben den deutschen Großstädten Hamburg und München stellt auch das Ruhrgebiet ein Refugium der urbanen Bienenzucht dar. Urbane Imkerei ist eine der Teilausprägungen von urbaner Landwirtschaft.
Als Pioniere der urbanen Imkerei gelten der Franzose Jean Paucton (Paris), der US-Amerikaner David Graves (Manhattan, New York) und der Deutsche Marc-Wilhelm Kohfink (Berlin). Bereits seit 1985 hält der Pariser Theaterdekorateur Paucton auf dem Dach seines Arbeitsplatzes, der Opéra Garnier, Bienenvölker. Seine Bienen fliegen die Parks der französischen Hauptstadt an. Der ehemalige Busfahrer Graves hielt trotz Bienenhaltungsverbots in New York seit Jahren mehrere Völker. Der Sozialwissenschaftler und Wirtschaftsjournalist Kohfink hält seit April 1999 in Berlin Bienen und bildet in Kursen jährlich rund 20 Stadtimker aus. Das Deutsche Bienen-Journal betreut auf dem Dach seines Redaktionssitzes in Berlin seit 2009 mehrere Bienenvölker. In Berlin besteht seit 2011 die Initiative Berlin summt, bei der an 15 repräsentativen Standorten in der Stadt Bienenvölker aufgestellt werden. Darunter sind Gebäudedächer wie das des Berliner Doms, des Berliner Abgeordnetenhauses und der Mensa Nord der Humboldt-Universität. In Hamburg wuchs die Zahl der Imker in der Stadt von 300 im Jahr 2010 auf über 1000 im Jahr 2018.
Einige alteingesessene Großstadtvereine, wie zum Beispiel der Berliner Imkerverein Neukölln 1923 e. V. oder der 1934 gegründete Imkerverein Hamburg Rechtes Alsterufer, belegen, dass die Stadtimkerei kein moderner Trend ist, sondern eine lange Tradition hat. In Zürich galt der Stadtimker laut Brunscher Zunftverfassung, zwischen 1336 und 1798 Verfassung der Reichsstadt und späteren Stadtrepublik, als Zunftberuf.

### Vorteile
Bienen leiden in der Stadt keinen Mangel. Als Tracht kommen neben Parkanlagen, Friedhöfen und Alleen auch Hausgärten, Gründächer, verwilderte Grundstücke, Ruderalvegetation, Verkehrsinseln und Balkonpflanzen in Frage. Das im Durchschnitt zwei bis drei Grad Celsius wärmere Klima der Stadt (städtische Wärmeinsel) ist für Bienen als wärmeliebende Tiere von Vorteil, sie sind im Frühjahr zeitiger und im Herbst länger unterwegs, ihre Nahrung reicht vom Krokus im Frühjahr bis zur Goldrute im November. Im Gegensatz zur Landimkerei finden sich in der Flora der Städte weniger Monokulturen, so dass die Imker und ihre Völker weniger auf Raps- und verschiedene Obstblüten angewiesen sind. Dies führt neben dem geringeren Futterdruck dazu, dass die Erntemengen der Stadtimker deutlich über denen der Landimker liegen. So ernteten laut Statistik des Deutschen Imkerbundes Berliner Stadtbienenhalter bis zu 47 Kilogramm Honig pro Volk und Jahr, in Hamburg sind es 40 Kilogramm. Berlin und Hamburg liegen somit bundesweit an der Spitze.
Stadthonig ist rückstandarm, das heißt eine Belastung durch Feinstaub und Schadstoffe wurde noch nicht festgestellt. Auf dem Land sind hingegen Pflanzenschutzmittel ein Problem. Der Honig ist von hoher Qualität und gilt aufgrund der Pollenmixtur anstatt Monokultur als besonders aromatisch. Die Haltung ist problemloser, da Verluste durch Parasitenbefall oder Temperatursturz eher untergeordnet sind. Bienen werden auch zum Biomonitoring genutzt, wobei der produzierte Honig auf Schadstoffe untersucht wird und – bei Einhaltung entsprechender Grenzwerte – als Werbegeschenk oder im allgemeinen Verkauf vermarktet wird. Zum Beispiel stellt der Flughafen Nürnberg (gelegen im wichtigen Gemüseanbaugebiet Knoblauchsland) damit die Unbedenklichkeit entsprechender Umweltwerte sicher.

### Nachteile
Nachteile entstehen vor allem bei zu dichtem Besatz. Bienenstöcke konkurrieren mit wilden Befruchtern. Bei zu großer Dichte gefährdet dies die Biodiversität, zumal gescheiterte Bienenvölker nach schlechten Jahren schnell durch Zukauf ersetzt werden können, während Wildbefruchter diese Unterstützung nicht bekommen. Im Gegensatz zu Wildbefruchtern sind Bienen in der Regel auf Schutzmittel u. a. gegen Varroa angewiesen. Auch die Honigernte nimmt mit zunehmender Dichte ab, während das Infektionsrisiko zunimmt.

## Imkerei in den deutschsprachigen Ländern
In den deutschsprachigen Ländern gibt es rund 170.000 Imker. Bei einer durchschnittlichen Betriebsgrösse von weniger als zehn Völkern sind die meisten Imker Freizeit-Imker. Die gesetzlichen Vorschriften, Ausbildung, Imkerpraxis, Bienendichte, Imkerdichte etc. weichen in den deutschsprachigen Ländern stark voneinander ab:

### Imkerei in Deutschland
Deutschland zählt laut Deutschem Imkerbund aktuell etwa 130.000 Imker mit etwa 870.000 Bienenvölkern. Rund 95 % der Imker in Deutschland sind Freizeitimker. Wenige betreiben die Imkerei im Nebenerwerb, und nur etwa 500 sind Berufsimker. Seit der Zeit nach dem Zweiten Weltkrieg werden überwiegend Hybriden der Kärntner Biene (Carnica) verwendet. Belegstellen gibt es aber auch für die Buckfast-Biene und seit 2015 wieder auch für die ursprünglich in Deutschland heimische Dunkle Europäische Biene.

### Imkerei in Österreich
Der Österreichische Imkerbund geht für 2014 von 27.231 Imkern mit etwa 280.000 Völkern aus. Die durchschnittliche Betriebsgrösse (Anzahl Völker pro Imker) liegt bei 10 Völkern.
Als Honigbiene wird überwiegend die Kärntner Biene (Carnica) verwendet. In den österreichischen Bundesländern Wien, Niederösterreich, Steiermark und Kärnten ist grundsätzlich nur die Haltung oder Zucht von Kärntner Bienen mit ihr zugehörigen Stämmen und Linien zulässig. Die Haltung anderer „reinrassiger“ Bienen bedarf dort einer Genehmigung.

### Imkerei in Liechtenstein und der Schweiz
Die Schweiz zählt rund 19.500 Imker mit etwa 195.000 Bienenvölkern. Die durchschnittliche Betriebsgrösse (Anzahl Völker pro Imker) liegt bei 10 Völkern. Auf der Alpennordseite der Schweiz wird vorwiegend mit der Carnica-Biene geimkert, im Tessin mit der Ligustica-Biene. Für die Erhaltung und Zucht der Dunklen Biene engagiert sich der Verein Schweizerischer Mellifera Bienenfreunde (VSMB).
In Liechtenstein gab es nach Angaben des Liechtensteiner Imkervereins im Jahre 2002 noch 82 Imker mit 943 Völkern.

## Weltweite Anerkennung der Imkerei
Die Imkerei und die verwandte Tätigkeit des Zeidlers sind jeweils als Immaterielles Kulturerbe anerkannt worden. Sowohl Imkerei in Slowenien als auch „Zeidlerei“ in Belarus und Polen sind Bestandteile der UNESCO-Liste des immateriellen Kulturerbes der Menschheit.

## Krankheiten

### Imkerkrankheiten
- Ein geringer Prozentsatz von Menschen reagiert auf Bienenstiche allergisch. Daher ist vor dem ernsthaften Beginn des Imkerns ein Allergietest durch einen Arzt zu empfehlen, der auch vor Beginn einer dreijährigen Ausbildung zum Tierwirt oft gefordert wird. Zwar gibt es auch hier die Möglichkeit der Desensibilisierung, doch sollten Hobby, notwendige Kosten einer Immuntherapie sowie die eigene Gesundheit und Sicherheit gegeneinander abgewogen werden.
- Die Tätigkeit des Imkerns ist eine körperlich anstrengende Arbeit. Eine zu erntende Honigzarge kann, je nach Beutentyp und Betriebsweise, bis zu 30 Kilogramm wiegen. Durch die Belastung des Rückens kommt es gelegentlich zu Bandscheibenvorfällen.

### Bienenkrankheiten
Bienen leiden wie andere Tiere auch an Krankheiten, wozu sich weiteres unter der Kategorie:Bienenkrankheit findet.
Die wegen der Schwere ihrer Auswirkungen bedeutsamsten Bienenkrankheiten sind:
- Amerikanische Faulbrut (kurz AFB, auch „Bösartige Faulbrut“ genannt) ist eine dem Veterinäramt anzuzeigende (anzeigepflichtige) Seuche.
- Europäische Faulbrut
- Varroose (früher Varroatose) wird verursacht durch die Varroamilbe und schädigt sowohl Bienen als auch Bienenbrut.
- Nosemose (früher Nosematose) wird durch einen Parasiten hervorgerufen und zerstört die Darmwand der Bienen.
- Der Kleine Beutenkäfer, ursprünglich in Afrika als Bienenschädling beheimatet, hat sich innerhalb weniger Jahre über die USA nach Kanada, Ägypten und Australien verbreitet. Er schädigt die Völker, indem er Brut, Pollen und Honig frisst und zudem das Volk und damit auch den Honig durch seinen Kot verunreinigt. Noch ist er nicht in Deutschland angekommen, Wissenschaftler gehen jedoch fest davon aus, dass er weiter verbreitet wird.

## Häufige Missverständnisse
Über die Imkerei sind in der Bevölkerung häufig Missverständnisse zu finden, die sich teils auf die Arbeitsabläufe, teils auf eine Unkenntnis der Verhaltensbiologie der Bienen beziehen.

### Zuckerfütterung

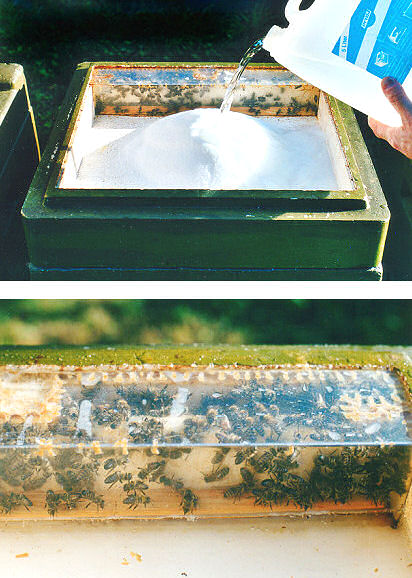
Zuckerfütterung

Da der Honig – und damit der Wintervorrat – vom Imker geerntet wird, muss dieser für entsprechenden Ersatz sorgen, um das Verhungern des Volkes im Winter zu verhindern. Dieser Ersatz wird in der Regel durch Zucker (auch in Form von Zuckersirup) nach der Honigernte zugeführt. Es handelt sich dabei nicht um den Versuch, den Honig mit Zucker zu strecken, sondern um die Bereitstellung eines Ersatzvorrates für die Überwinterung des Volkes. Ebenfalls falsch ist, dass die Bienen im Winter ausschließlich von Zucker leben, denn neben dem Honig lagern die Bienen auch Pollen in den Waben ein, der wichtig für die Eiweiß- und Mineralstoffversorgung der Bienen ist. Dieser Pollen wird beim Schleudern nicht entnommen.

### Winterfütterung
Der Imker füttert seine Bienen nicht im Winter, auch wenn von Winterfütterung die Rede ist. Die Einfütterung der Völker erfolgt ab dem Spätsommer bis zum Frühherbst. Unterhalb von etwa 10 Grad Celsius können die Bienen kein Futter mehr aufnehmen und als Wintervorrat einlagern.

### Stockfindung

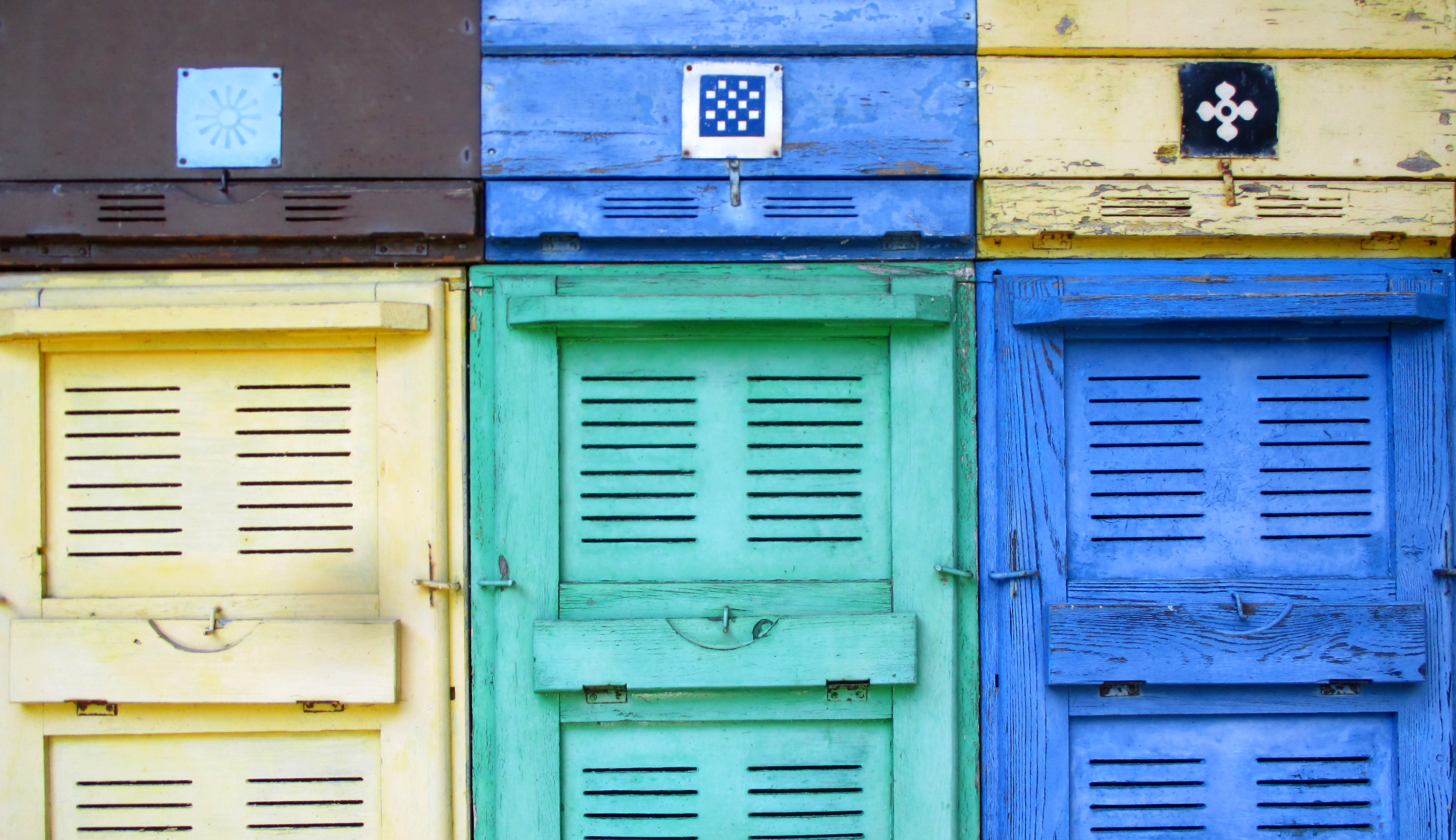
Farbiges Bienenhaus in Sachsen

Bienen werden heute weltweit in Freiaufstellung in Magazin-Beuten gehalten. Speziell im deutschsprachigen Raum kommen gelegentlich noch Hinterbehandlungsbeuten in Bienenhäusern oder Bienenwagen vor. Die einzelnen Völker befinden sich oft in extremer Nähe zueinander. Viele Imker streichen die Bienenwohnungen oder Anflugbretter farbig mit der Absicht, den Bienen die Wiederfindung des eigenen Staates zu erleichtern. Bienen orientieren sich aber bei der Suche ihres eigenen Einflugloches nicht nur an Farben. Sie richten sich auch erheblich an der räumlichen Umgebung aus und über den eigenen sogenannten Stockgeruch, der ihren Staat umgibt.

### „Beruhigender“ Rauch
Ein Missverständnis besteht in der Annahme, der Imker würde die Bienen mit Rauch beruhigen. Tatsächlich wird durch den Rauch nur die Stechbereitschaft der Bienen gesenkt. Die Aktivität der Bienen steigert sich aber deutlich, sie suchen die honiggefüllten Zellen auf, kriechen in sie hinein und füllen ihre Honigmägen. Daran beteiligen sich sämtliche beräucherten Bienen, unabhängig vom Lebensalter. Beräucherte Drohnen verlassen den Stock fluchtartig und kehren nicht zurück. Dieses Verhalten ist damit zu erklären, dass eine Bedrohung durch Feuer nicht durch Verteidigung (Stechen) verhindert werden kann; den Bienen bliebe im Falle eines Waldbrands nur die Flucht aus dem Stock, die tatsächlich auch eintreten würde, wenn zum Rauch eine Temperaturerhöhung käme. Der gefüllte Honigmagen der Arbeiterinnen dient einem Rettungsversuch. Der Imker nutzt dieses Verhalten der Bienen aus, um ein ruhigeres und stichfreies Arbeiten am Volk zu ermöglichen. Die Bienen sind so abgelenkt und beschäftigt, dass sie sich in der Regel ohne Gefahr mit den bloßen Fingern anfassen lassen.

## Dokumentationen
- New York – Die Bienen des Big Apple. ein Podcastbeitrag des Radiosender Deutschlandradio aus der Reihe dradio Wissen – Globus vom 19. April 2010 auf Podcast.de
- Kanada – Jeder ist ein Imker. ein Podcastbeitrag des Radiosender Deutschlandradio aus der Reihe dradio Wissen – Globus vom 19. Mai 2010 auf Podcast.de
- More than Honey ist ein Dokumentarfilm des Schweizer Regisseurs Markus Imhoof aus dem Jahr 2012